# Valpurga di Heidenheim
Santa Valpurga, in alcuni casi Valburga (Wessex, 710 circa – Heidenheim, 25 febbraio 779), fu una religiosa di origini anglosassoni ma vissuta prevalentemente in Germania, dove spirò. La Chiesa cattolica la venera come santa.

## Biografia
Nata nel regno anglosassone del Wessex, figlia di San Riccardo, Valpurga ebbe due fratelli santi: san Villibaldo e san Vunibaldo.
Fu badessa in Germania ad Heidenheim, nel monastero doppio fondato insieme al fratello san Vunibaldo, dove morì il 25 febbraio del 779. 
Verso il XII secolo i genitori di Valpurga furono identificati come san Riccardo d'Inghilterra, un nobile inglese del Wessex, e Wuna (o anche Wunna o Wina).

## Il culto
Dopo la morte, le sue spoglie furono trasferite a Eichstätt, nell'Abbazia di Santa Valpurga, per ordine del vescovo di Eichstätt Otgar il 1º maggio 870. 
Secondo la leggenda, la sua tomba trasudò per qualche tempo un liquido dai poteri taumaturgici.
Nel 916 il re carolingio Carlo il Semplice fece trasferire le reliquie della santa in una cappella di Attigny servita da dodici canonici, che fu sottomessa all'abbazia di San Cornelio di Compiègne.
Dal Martirologio Romano: «Nel monastero di Heidenheim nella Franconia in Germania, santa Valburga, badessa, che, su richiesta di san Bonifacio e dei suoi fratelli i santi Villibaldo e Vinebaldo, dall'Inghilterra venne in Germania, dove resse saggiamente due monasteri, di monaci e di monache».

## La notte di Valpurga
Nell'ambito di vecchie tradizioni germaniche, nella notte tra il 30 aprile e il 1º maggio si celebrava il pieno avvento della primavera, una veglia che in seguito fu considerata dai cristiani un convegno riprovevole di streghe che uscivano dai loro rifugi per danzare in onore della Luna sul monte Brocken. Per scongiurare le figure demoniache, alla tradizione pagana fu pertanto sovrapposta la festa della santa, fino a divenire la "notte di Valpurga".
La leggenda della festa come un sabba o un ritrovo di streghe e demoni viene ripresa, tra gli altri, anche dal Goethe nel suo Faust e da Bram Stoker nel racconto postumo L'ospite di Dracula, che originariamente costituiva il primo capitolo del Dracula.